# Åkerby, Närke

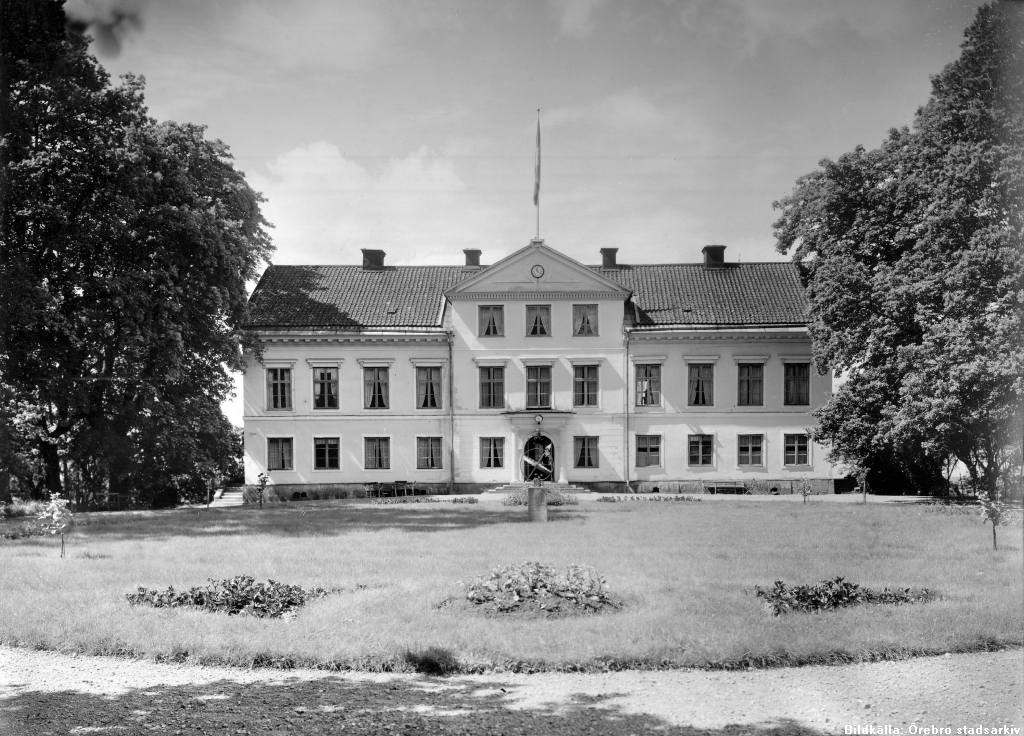
Åkerby herrgård ca 1930.

Åkerby är en herrgård belägen invid sydöstra stranden av sjön Tysslingen i västra delen av Örebro kommun i Gräve socken. Huvudbyggnaden i två våningar härstammar troligen från 1600-talet, men påbyggdes 1817–20. Egendomen omfattar 590 hektar, varav 150 hektar åker och 400 hektar skog. 
Åkerby gavs i förläning år 1611 till Gustav II Adolfs hovmarskalk Reinhold Anrep till Soor i Lettland. Ätten Anrep fortsatte att inneha herrgården till 1770-talet då den såldes till generalmajor Fredrik Ulrik Wrangel. Denne sålde vidare till överstelöjtnant Gustaf Fromhold Armfelt. Senare ägare är bland andra löjtnant G.A. von Hofsten.